# Pouchetia
Pouchetia  es un género con cuatro especies de plantas con flores de la familia de las rubiáceas.
Es nativo del oeste de África tropical hasta Etiopía.

## Especies
- Pouchetia africana A.Rich. ex DC. (1830).
- Pouchetia baumanniana Büttner (1889).
- Pouchetia confertiflora Mildbr. (1937).
- Pouchetia parviflora Benth. in W.J.Hooker (1849).